# Теракт в Иерусалиме (2011)
Теракт в Иерусалиме — взрыв на автобусной станции в центре Иерусалима, недалеко от Дворца наций, произошел 23 марта 2011 года в 15:00.
В результате взрыва погибла 59-летняя гражданка Великобритании Мари Жан Гарднер, которая изучала иврит в Еврейском университете в Иерусалиме. Взрывное устройство было заложено возле автобусной остановки, и было взорвано, когда автобус № 74 компании Эгед, прибыл к остановке.
Теракт был осужден должностными лицами Израиля, Палестинской автономии, Франции, Великобритании и Соединённых штатов. Террористические организации Хамас и Палестинский исламский джихад одобрили атаку.

## Предыстория
За две недели до взрыва, самодельная бомба взорвалась в мусорном мешке в Иерусалиме, в результате взрыва пострадал муниципальный служащий, который в результате взрыва потерял руку. До этого Иерусалим не подвергался террористическим атакам 7 лет, это было обусловлено строительством разделительного барьера, который отделил основную территорию Израиля от палестинских территорий.

## Атака
23 марта 2011 года около 15:00 сработало взрывное устройство, помещенное в чемодан рядом с автобусной станцией в центре Иерусалима. Взрывное устройство содержало в себе от одного до двух килограммов взрывчатого вещества и было начинено шрапнелью.
Давид Амояль — работавший в тот день в близлежащем киоске, заметил подозрительный пакет рядом с остановкой и попросил людей, стоящих рядом, эвакуироваться на безопасное расстояние от неё.
Сразу после взрыва бомбы Амояль, получивший ранения средней степени тяжести, позвонил в полицию.
В результате взрыва было ранено 39 человек, одна женщина погибла. Погибшая Мэри Джейн Гарднер — гражданка Великобритании, которая изучала иврит в Еврейском университете, скончалась от ран в больнице Хадасса. Гарднер была переводчиком Библии, она 20 лет переводила Библию на язык Ифе в Того.

## Расследование
Полиция Израиля классифицировала этот взрыв, как террористический акт. Сразу после взрыва, ни одна из террористических организаций, не взяла на себя ответственность за произошедшее. 24 марта террористическая группировка Исламский джихад заявила, что два её лидера Халед Джарадат и Тарек Каадан арестованы в районе Дженина, по подозрению в причастности к теракту в Иерусалиме. Задержание проводили силы безопасности Палестинской автономии..
В октябре 2011 года были предъявлены обвинения «четырем членам террористической организации ХАМАС в Хевроне», ответственным за совершение теракта.

## Реакция
Реакция Израиля и ПНА
- Израиль — Премьер-министр Израиля Биньямин Нетаньяху в связи с терактом отложил ранее запланированный визит в Москву[19].
  - Мэр Иерусалима Нир Баркат назвал этот взрыв «трусливый террористическим нападением»[12].
- ПНА — Премьер-министр Палестинской национальной администрации Салам Файад осудил теракт[20].

Международная реакция
- Франция — Министр иностранных дел Франции Ален Жюппе осудил теракт и выразил соболезнования семьям погибших и пострадавших, а также израильским властям[21].
- Великобритания — Министр иностранных дел Великобритании Уильям Хейг заявил: «Я лично и парламент Великобритании выражаем глубокие соболезнования семье погибшей и солидарность с народом Израиля, который столкнулся с таким шокирующим и ужасным террористическим актом. Я осуждаю этот теракт и призываю найти и покарать виновных»[22].
- США — Президент США Барак Обама заявил:

Я решительно осуждаю сегодняшний взрыв в Иерусалиме, а также ракетные и минометные обстрелы Израиля с территории сектора Газа, произошедшие в последние дни. Вместе с американским народом, я приношу свои глубокие соболезнования пострадавшим и убитым. Не существует оправдания терроризму. Соединённые штаты призывают лиц ответственных за это нападение, положить этому конец раз и навсегда и мы подчеркиваем, то что Израиль имеет право на самооборону.
Оригинальный текст (англ.)I condemn in the strongest possible terms the bombing in Jerusalem today, as well as the rockets and mortars fired from Gaza in recent days. Together with the American people, I offer my deepest condolences for those injured or killed. There is never any possible justification for terrorism. The United States calls on the groups responsible to end these attacks at once and we underscore that Israel, like all nations, has a right to self-defense.

- Министр обороны США Роберт Гейтс резко осудил теракт, назвав его «ужасающей террористической атакой»[24]. Также Гейтс подчеркнул, что Израиль имеет право защищать себя и своё гражданское население от нападений[25].
- Россия — Премьер-министр России Владимир Путин на встрече с Биньямином Нетаньяху сказал следующие:

Я знаю, что вам непросто было принять решение приехать сегодня к нам после теракта, совершённого в Израиле. Мы вам приносим свои соболезнования — и вам, и всем пострадавшим, и их семьям. Тем более востребована будет наша сегодняшняя встреча, имею в виду необходимость продолжения сотрудничества по всем направлениям взаимодействия.

- Президент России Дмитрий Медведев также выразил свои соболезнования в связи с терактом в Иерусалиме[27].
- Главный раввин России Берл Лазар выразил свои соболезнования жителям Израиля[28].

Реакция террористических организаций
- Исламский джихад — одобрил теракт[9].
- Хамас — официальные представители движения приветствовали нападение, назвав его «естественным ответом на преступления Израиля против палестинцев»[8].

## Предыдущие теракты в этом районе
- В 1994 году на этой же автобусной остановке палестинский террорист-смертник взорвал себя в том самом киоске, из которого Давид Амояль сообщил полиции о взрыве. После теракта 1994 года, этот киоск получил название «Пицуц шель киоск» (ивр. פיצוץ של  קיוסק‎), что в дословном переводе означает «Взрыв киоска»[14], однако на сленге у этой фразы совершенно другой смысл, который можно примерно передать на русском как «Классный киоск!»[29].